# Fariborz Sahba
Fariborz Sahba (1948-) arquiteto iraniano, é autor projeto do Templo Bahai ou Templo de Lótus, um dos mais visitados da Índia (Delhi).
Fariborz Sahba graduou-se em arquitetura em 1972 pela Faculdade de Belas Artes na Universidade Teerã. Passou a conceber vários edifícios no Irã.
Atualmente vive no Canadá.